# 罗非单极虫
罗非单极虫（学名：Thelohanellus talipiae）为单极科单极虫属的动物。在中国，分布于湖北、江西等，营寄生生活，寄生在红鲤的肠以及非洲鲫的鳃。